# Irene Atzerodt
Irene Sophie Atzerodt (* 29. August 1909 in Dresden; † 16. Juni 1992 in Dresden) war eine sächsische evangelische Theologin, Pfarrvikarin, Pastorin, Leiterin des Amalie-Sieveking-Hauses (ASH) in Radebeul, und Frauenrechtlerin, die sich für die Frauenordination einsetzte.

## Leben und Wirken
Atzerodt war die jüngste Tochter des Mediziners Ulrich Atzerodt und seiner aus Russland stammenden Frau Elisabeth, geb. von Bachmeteff. Sie wurde evangelisch-lutherisch getauft und erzogen, war aber durch ihre Mutter auch mit dem russisch-orthodoxen Christentum vertraut. Nach dem Abitur, das Atzerodt im Frühjahr 1929 an der Studienanstalt für Mädchen in Dresden-Neustadt ablegte, studierte sie in Leipzig Theologie, Alte Sprachen und Geschichte. Sie trat zum 1. Mai 1933 der NSDAP bei (Mitgliedsnummer 2.383.589). Im gleichen Jahr legte sie ihr 1. theologisches Examen ab, 1935 folgte das Staatsexamen für das höhere Lehramt. Von Ostern 1936 bis Ostern 1937 schloss sich die Referendarsausbildung an der staatlichen Höheren Mädchenbildungsanstalt Dresden-Johannstadt an. Zum 1. Juni 1936 trat sie dem NSLB bei, was der jungen Studienassessorin allerdings ebenso wenig wie ihre Parteimitgliedschaft den Eintritt in den Schuldienst eröffnete.
So nahm sie 1937 eine Stelle als Kanzlistin an der Dresdner Frauenkirche an und arbeitete u. a. für den Superintendenten Hugo Hahn, der seit 1933 den Pfarrernotbund in Sachsen aufbaute und wegen seines Engagements für die Bekennende Kirche 1938 des Landes verwiesen wurde. Mit seinem Ausscheiden erhielt auch Irene Atzerodt ihre Kündigung. Von 1938 bis 1940 arbeitete sie als Stenotypistin bei der Landesbauernschaft Sachsen und konnte Anfang April 1940 in gleicher Stellung an die Kreuzkirche in Dresden wechseln. Hier arbeitete sie für den Superintendenten Johannes Ficker, der ebenfalls zur Bekennenden Kirche gehörte. Sie durfte als studierte Theologin mit Staatsexamen für das höhere Lehramt Konfirmandenunterricht geben und Andachten durchführen, als Frau aber keine Gemeindegottesdienste halten.
Am 1. Mai 1942 wechselte sie als Referentin für katechetische Arbeit zum sächsischen Landesverein für Innere Mission und trat am 22. Juli aus dem NS-Lehrerbund aus. 1943 übernahm sie die Leitung der Frauenschule für den kirchlichen Dienst in Dresden, die nach dem Krieg in das Amalie-Sieveking-Haus (ASH) in Radebeul verlegt wurde. Sie unterrichtete vor allem Bibelkunde und Exegese des Alten Testaments. Irene Atzerodt entwickelte in dieser Zeit zusammen mit Dagmar Elwert die Ausbildung für das Amt der Kirchgemeindehelferin sowie Weiterbildungskurse für Gemeindehelferinnen, die nach 1968 in allen ostdeutschen Landeskirchen angeboten wurden. Kurse für Jugendarbeit und die Entwicklung der Ausbildung zur Gemeindepädagogin folgten.
Das zweite theologische Examen bestand Atzerodt 1948. Damit konnte sie seit 1950 als Vikarin und seit 1952 als Pfarrvikarin beim Landeskirchlichen Amt für Innere Mission angestellt werden. Neben ihrer Arbeit im ASH war sie in dieser Zeit auch in der Gefängnisseelsorge tätig.
Der Beruf der Pfarrerin war Frauen damals nicht möglich, selbst wenn sie wie Irene Atzerodt dazu alle nötigen Qualifikationen erlangt hatten. Sie sollten vor allem in den pädagogischen und diakonischen Tätigkeitsfeldern eingesetzt werden. Predigen durften sie nur in Frauen- und Jugendandachten, und die Spendung der Sakramente war ihnen untersagt. Heiraten durften sie nur, wenn sie damit auf ihr Amt als Vikarin bzw. Pfarrvikarin verzichteten. Irene Atzerodt kämpfte mit anderen Pfarrvikarinnen für ihre vollständige Anerkennung und den Zugang zum Pfarramt sowie die Frauenordination. Seit Mai 1961 war sie Sprecherin des Konvents der Vikarinnen in der sächsischen Landeskirche, die erreichten, dass sie ab 1961 in Sachsen im Gemeindegottesdienst predigen durften. Seit 1965 wurde eine Ordination auch für Frauen möglich und damit das Amt der Pastorin verbunden mit allen Rechten eines Pfarrers (Verkündigung und Sakramentsverwaltung) – allerdings nur, so lang sie unverheiratet war.
Atzerodt wurde im März 1966 zur Pastorin ordiniert. Danach setzte sie sich weiter für die Abschaffung des Heiratsverbotes für die sächsischen Pastorinnen ein. Als sie Ende 1969 in den Ruhestand ging, folgten ihr Irene König in der Leitung des ASH und die sächsische Theologin Elisabeth Ihmels als Sprecherin des Konvents. Auch nach ihrer Pensionierung arbeitete Irene Atzerodt im Verkündigungsdienst und als Referentin der Evangelischen Akademie Meißen.

## Veröffentlichungen
- Weltgeschichte und Reich Gottes im Buch Daniel. In: Christentum und Wissenschaft X (7:1934), S. 241–259.